# Táu lá tù
Táu lá tù (danh pháp hai phần: Vatica mangachapoi) là một loài thực vật thuộc họ Dipterocarpaceae. Loài này có ở Brunei, Trung Quốc, Malaysia, Philippines, Thái Lan, và Việt Nam.